# レイモン・サヴィニャック

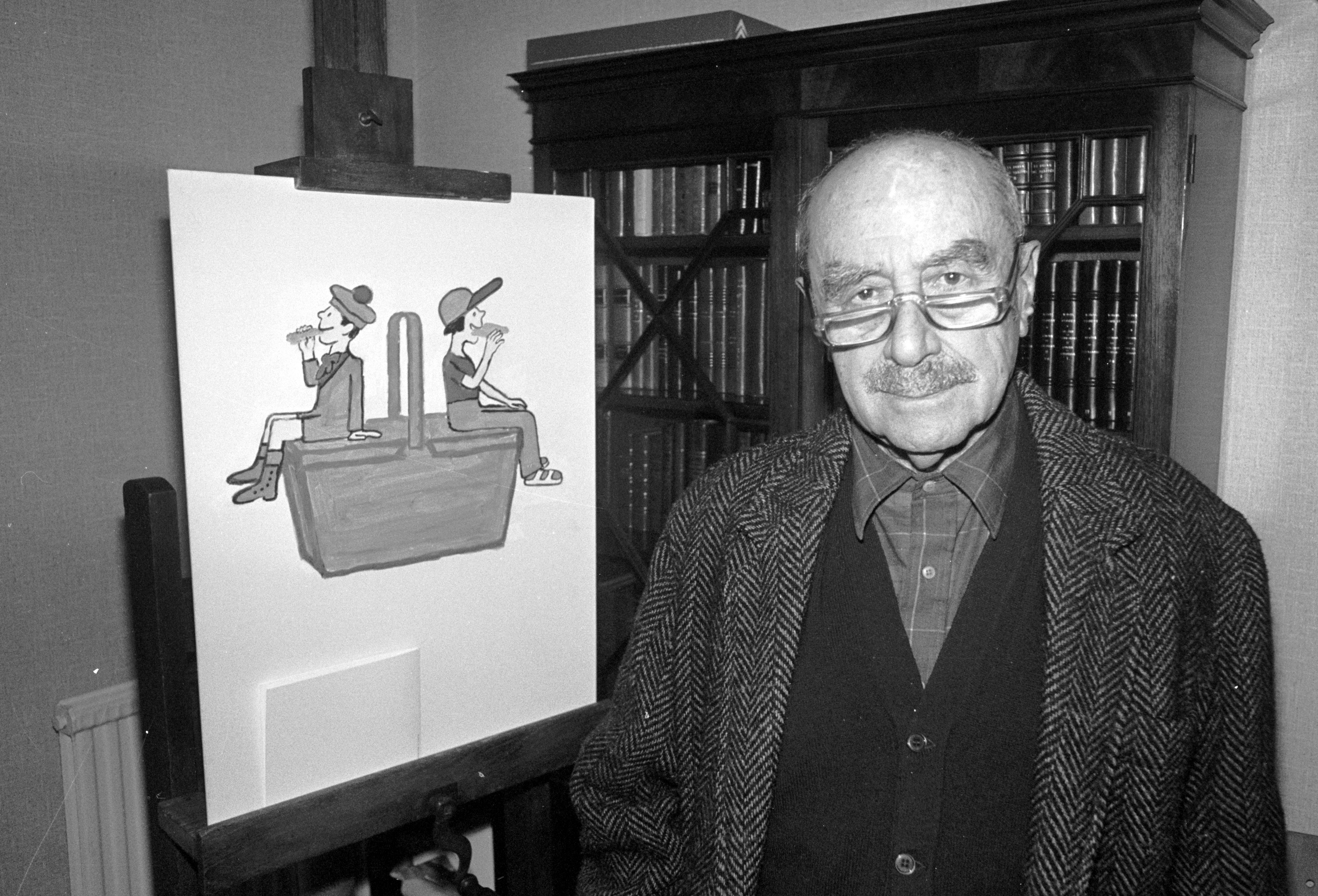
レイモン・サヴィニャック。1988年トルーヴィル・シュル・メールの自宅にて

レイモン・サヴィニャック（フランス語: Raymond Savignac、1907年11月6日 - 2002年10月31日）は、フランスのポスター画家。通常、単にサヴィニャックと呼ばれる。特に数々の商業ポスターは今日のフランス文化の一部をなしており、シンプルな機能美とユーモラスな筆致が特徴である。
1907年11月6日にパリで生まれた。独学でデザインを学び、1935年からカッサンドルの設立した「アリアンス・グラフィック」でカッサンドルの指導のもとポスターを描き始める。1949年になってモンサヴォン社の牛乳入り石鹸の広告で成功を収める。サヴィニャックは「僕は41歳のときにモンサヴォンの牛のおっぱいから生まれたんだ」とよく語った。1979年にノルマンディーの海岸リゾート地トルーヴィル・シュル・メールに移り住む。当地のトルーヴィル市立ヴィラ・モンテベロ美術館 Musée villa Montebello には数百枚のポスター、絵葉書、下絵、リトグラフが収蔵されており、現在では別館 Galerie du Musée （トルーヴィル市観光案内所併設）を中心に定期的に展示されている。海岸の遊歩道 Les Planches （2001年にプロムナード・サヴィニャックと命名された19世紀来の板張りの散歩道）にも作品が展示されており、サヴィニャックがトゥルヴィル市や地元のクライアントのために描いた作品を見ることができる。またトルーヴィル・シュル・メール市内ではサヴィニャックのポスターがあちこちで街角の壁画となっている。これら約12の場所を廻る「サヴィニャックの足跡めぐり」が散歩コースになっている。
2002年10月31日、カルヴァドス県トルヴィル＝シュル＝メールにて94歳で亡くなった。
2011年6月6日、ギンザ・グラフィック・ギャラリー（ggg）にて「レイモン・サヴィニャック展 」が開催された。展示作品には日本のアーティスト吉村益信に『豚・pig lib;』（1971年）で引用(パロディ)
されたとされる『ランクハムのための原画』（1951年）もあった。

## 映画ポスター
特にイヴ・ロベール監督の『わんぱく戦争』、『わんぱく旋風』、ロベール・ブレッソン監督の『湖のランスロ』が知られている。